# Ольшевський Микола Михайлович
Микола Михайлович Ольшевський (27 січня 1919 — 22 серпня 1944) — учасник Великої Вітчизняної війни, командир танка, молодший лейтенант. Герой Радянського Союзу (1945).

## Біографія
Микола Ольшевський народився в місті Сквира (зараз у Київській області). Закінчив школу. 1940 року був призваний до Червоної Армії. З 1941 року учасник боїв на Західному, Ленінградському та 2-му Білоруському фронтах.
Командир танка 26-ї гвардійської танкової бригади (2-й танковий корпус, 2-й Білоруський фронт), гвардії молодший лейтенант Микола Михайлович Ольшевський особливо відзначився під час визволення Вітебської та Мінської областей. 26 червня 1944 року екіпаж під його керівництвом у бою біля села Киселі, Толочинського району знищив танк «Тигр», 4 гармати та 8 машин із піхотою противника. На залізничному вокзалі Коханово, Толочинського району визволив понад 150 громадян СРСР. У липні 1944 р., під час ліквідації угруповання противника в Мінському «котлі», екіпаж під командуванням М. Ольшевського знищив 2 танки, 20 автомашин, 70 гітлерівців, а також взяв у полон понад 200 солдатів і ворожих офіцерів. У серпні 1944 р. Ольшевський був важко поранений у бою на території Литви і помер від ран 22 серпня. Похований у місті Вільнюс на цвинтарі Антакалніо.
Указом Президії Верховної Ради СРСР від 24 березня 1945 року Ольшевському надано звання Героя Радянського Союзу посмертно.

## Винагороди
- Медаль «Золота Зірка»
- Орден Леніна

## Пам'ять
- На честь М. М. Ольшевського названа вулиця у Фрунзенському районі Мінська[1][2].
- Меморіальна дошка на будинку № 1/4 по вулиці Ольшевського в Мінську.